# Општина Чирешу (Мехединци)
Чирешу (рум. Cireşu) општина је у Румунији у округу Мехединци.
Oпштина се налази на надморској висини од 451 m.